# Aparisthmium cordatum
Aparisthmium es un género monotípico de plantas perteneciente a la familia de las euforbiáceas. Su única especie: Aparisthmium cordatum, es originaria de Sudamérica.

## Descripción
Es un árbol, que a veces alcanza un tamaño de hasta 20 m de altura; con ramitas diminutamente estrellado-pubescentes o casi lampiñas; hojas subcoriáceas, de pecíolo grueso, de 1-10 cm, aovadas a elípticas, a veces muy anchas, de 12-25 cm y 6-18 cm de ancho, abruptamente acuminadas, redondeadas a obtusas en la base, crenado-dentadas, 3-nervias desde la base, estrellado-pubescentes en el envés cuando jóvenes. Espigas masculinas delgadas de 7-20 cm, flores subsentadas, sépalos 2; estambres 8; espigas femeninas a veces ramificadas, de 10-20 cm, sépalos 4, aovados; ovario comúnmente 2-(3)- locular, estilos de 6-20 mm; cápsula de 7 mm, rojiza.

## Distribución
Se encuentra en Venezuela y Brasil en la Amazonia y la Mata Atlántica, distribuida por Roraima, Amapá, Pará, Amazonas, Acre, Rondônia, Maranhão, Pernambuco, Bahia, Sergipe, Mato Grosso, Minas Gerais, Espírito Santo, São Paulo, Río de Janeiro, Paraná y Santa Catarina.

## Taxonomía
Aparisthmium cordatum fue descrita por (A.Juss.) Baill. y publicado en Adansonia 5: 307. 1865.
Sinonimia
- Alchornea cordata (A.Juss.) Müll.Arg.
- Alchornea latifolia Klotzsch
- Alchornea macrophylla Mart.
- Alchornea orinocensis Croizat
- Aparisthmium macrophyllum (Mart.) Baill.
- Aparisthmium macrophyllum (Mart.) Klotzsch ex Benth.
- Aparisthmium spruceanum Baill.
- Conceveiba cordata A.Juss.
- Conceveiba macropylla (Mart.) Klotzsch ex Benth.
- Conceveiba poeppigiana Klotzsch ex Pax & K.Hoffm.
- Styloceras macrostachyum Poepp. ex Baill.[3][4]

## Nombre común
En Cuba: aguacatillo, baconá, chote.